# Завада (Мисленицький повіт)
Завада (пол. Zawada) — село в Польщі, у гміні Мислениці Мисленицького повіту Малопольського воєводства.
Населення — 1139 осіб (2011).
У 1975-1998 роках село належало до Краківського воєводства.

## Демографія
Демографічна структура станом на 31 березня 2011 року:
|          | Загалом | Допрацездатний вік | Працездатний вік | Постпрацездатний вік |
| -------- | ------- | ------------------ | ---------------- | -------------------- |
| Чоловіки | 570     | 124                | 404              | 42                   |
| Жінки    | 569     | 148                | 328              | 93                   |
| Разом    | 1139    | 272                | 732              | 135                  |